# Marca temporale
Una marca temporale (in inglese timestamp) è una sequenza di caratteri che rappresentano una data e/o un orario per accertare l'effettivo avvenimento di un certo evento. La data è di solito presentata in un formato compatibile, in modo che sia facile da comparare con un'altra per stabilirne l'ordine temporale. La pratica dell'applicazione di tale marca temporale, in Inglese, è detta timestamping.
La marca temporale è il processo di generazione e apposizione di una marca temporale su un documento informatico, digitale o elettronico. Il processo di marcatura temporale consiste nella generazione, da parte di una terza parte fidata (il Certificatore accreditato), di una “firma digitale del documento” cui è associata l’informazione relativa ad una data e ad un’ora certa. L’apposizione della marca temporale consente di stabilire l'esistenza di un documento informatico a partire da un certo istante e di garantire la validità nel tempo.
Esempi di marche temporali:
```
2005-10-30 T 10:45 
UTC

2007-11-09 T 11:20 
UTC
 
Sat Jul 23 02:16:57 2005
```

## Funzionamento della marcatura digitale
Nel momento in cui l'utente con il proprio software avvia il processo di apposizione della marca temporale sul documento digitale, automaticamente viene inviata una richiesta contenente una serie di informazioni all'Ente Certificatore Accreditato.
L'ente verifica in maniera simultanea la correttezza della richiesta delle informazioni, genera la marca temporale e la restituisce all'utente. Questo processo automatico e immediato garantisce la sicurezza e la validità del processo di marcatura.

## La validazione temporale con marca temporale: i riferimenti normativi
Il Codice dell’Amministrazione Digitale definisce la validazione temporale come “il risultato della procedura informatica con cui si attribuiscono, ad uno o più documenti informatici, una data ed un orario opponibili ai terzi.” (Articolo 1, Comma 1, Lettera bb  CAD - Decreto Legislativo 7 marzo 2005, n. 82).
Sempre nel CAD l’art. 20, comma 3 definisce il valore legale della marcatura temporale e sancisce infatti che “la data e l’ora di formazione del documento informatico sono opponibili ai terzi se apposte in conformità alle regole tecniche sulla validazione temporale.”
Le regole tecniche di attuazione del CAD sulla validazione temporale sono definite dal DPCM 22 febbraio 2013 (GU Serie Generale n.117 del 21-5-2013) ed in particolare:
- l’articolo 41 definisce i casi in cui riferimenti temporali sono opponibili a terzi:
- gli articoli 47-54 definiscono le regole per la validazione temporale mediante marca temporale.

## Informazioni che possono essere contenute nella marca temporale
Una marca temporale contiene le seguenti informazioni:
- identificativo dell'emittente;
- numero di serie della marca temporale;
- algoritmo di sottoscrizione della marca temporale;
- identificativo del certificato relativo alla chiave di verifica della marca temporale;
- riferimento temporale della generazione della marca temporale;
- identificativo della funzione di hash utilizzata per generare l'impronta dell'evidenza informatica sottoposta a validazione temporale;
- valore dell'impronta dell'evidenza informatica.

## Quando effettuare la marcatura temporale di un documento elettronico?
L’apposizione di una marca temporale su un documento elettronico consente di dare “data certa” al documento con valore probatorio, cioè associare ad un documento informatico una data e un orario giuridicamente certi e opponibili ai terzi.
Per questo i casi in cui è indicato l’utilizzo delle marche temporali sono quelli in cui è necessario avere una data certa e giuridicamente valida, ad esempio:
- richieste di emissione di credito
- finanziamenti a medio lungo termine destinati alle imprese
- richieste di anticipo su forniture/esportazioni
- documento di valutazione rischi

## Vantaggi dell’utilizzo e della validazione temporale nei documenti
Le procedure digitalizzate per attestare una validazione temporale sono procedure semplici, sicure, efficaci ed efficienti. Permettono di generare risparmi rilevanti sia tangibili che intangibili (riduzione dei costi e tempi di trattamento del cartaceo, annullamento costi di francobolli e timbro, ottimizzazione dei processi, riduzione degli errori, contributo rilevante alla green economy, maggiore sicurezza trasparenza e valore legale rispetto all'ambito cartaceo).

## Formati della marcatura temporale[1]
Formato TSR: (Time Stamp Response) è il formato più semplice e contiene soltanto l'impronta del file, non tutto il file, e l'evidenza informatica della marcatura effettuata. Per verificare un file TSR è necessario il file originale che si è marcato.
Formato M7M: il file M7M contiene sia l'evidenza della marca temporale (il file con formato TSR) che il file stesso sottoposto a marcatura. Una volta sottoposto il file a verifica, non è necessario altro per completare la procedura di verifica. Non tutti i software sono in grado di verificare il formato M7M.
Formato TSD: (Time Stamped Data) è un formato che contiene sia l'evidenza della marca temporale (il file con formato TSR) che il file stesso sottoposto a marcatura, per questo motivo il file stesso può essere sottoposto a procedura di marcatura in quanto contiene tutte le informazioni necessarie al controllo.
A differenza del formato M7M, il formato TSD rispetta una sintassi di composizione che rispetta standard ampiamente riconosciuti; per questo motivo, è consigliato l'utilizzo di questo tipo di file.
Formato PDF: è il formato più noto e generalmente utilizzato per la possibilità di incorporare sia la firma digitale che la marca temporale. A differenza di altri formati, però, non è possibile eseguire la marca temporale a posteriori dall'istante della firma; allo stato attuale, se si desidera marcare un file PDF e conservarne la leggibilità con lettori PDF, va eseguita la firma e la marca del file contestualmente. L'estensione di un file PDF firmato e marcato con i dati incorporati non cambia, se si passa da un file con estensione PDF ad un file con estensione PDF.TSR.

## Storia
La legge Italiana ha introdotto le marche temporali per dare validità di data certa a un documento all'interno del più ampio progetto di conservazione a norma e quindi l'eliminazione degli archivi cartacei.
Con il Decreto del Presidente del Consiglio dei Ministri 13 gennaio 2004, recante le regole tecniche per la formazione, la trasmissione, la conservazione, la duplicazione, la riproduzione e la validazione, anche temporale, dei documenti informatici, pubblicato nella Gazzetta Ufficiale 27 aprile 2004, n. 98 si è fatto il primo passo per normatizzare tali attività (la norma strettamente Italiana non deve essere confusa con il concetto di marca temporale come concetto tecnico. La norma quindi è una mera attuazione legale di uno strumento informatico).

## Standardizzazione
L'ISO (International Organization for Standardization) ha definito l'ISO 8601 come standard per le marche temporali.
Una marca temporale (in contesto narrativo) può comprendere anche informazioni precise come date espresse in maniera esplicita, riferimenti o accenni a individui esistiti veramente, descrizione di abitudini o la tipologia di vita di un determinato periodo.